# أمينة عبد الرسول
أمينة عبد الرسول (23 مارس 1955 -)، ممثلة عُمانية. شاركت في العديد من الأعمال في مجال السينما، بدأت مسيرتها الفنية عام 1974، شاركت بفيلم (البوم) الذي يعد باكورة الأعمال السينيمائية العمانية. أول أعمالها التلفزيونية هو مسلسل (المسافر خانة) للمخرج أمين عبد اللطيف.
اختيرت أفضل ممثلة في مسابقة مهرجان الفرق المسرحية الأهلية بعمان عن دورها في مسرحية (الكهف).

## التمثيل
1. حنة ورنة مسلسل 2009.
2. سلمى وسلامه مسلسل 2007 سلمى.
3. ألوان من الحب والحزن مسلسل 2002.
4. الجيران مسلسل 2002.
5. سلامتك برنامج 2000.
6. أحلام السنين مسلسل 1998.
7. جمعة في مهب الريح مسلسل 1993.
8. سعيد وسعيدة مسلسل 1991.
9. دنون مسلسل 2025.
10. المديونير مسلسل 2025

## روابط خارجية
- أمينة عبد الرسول على موقع قاعدة بيانات الأفلام العربية